# 나이스 가이 노빗
《나이스 가이 노빗》(영어: Norbit)은 미국에서 제작된 브라이언 로빈스 감독의 2007년 코미디 영화이다. 에디 머피 등이 출연하였고, 존 데이비스 등이 제작에 참여하였다.
이 영화는 비평가들로부터 부정적인 평을 받았다.

## 출연진
- 에디 머피
  - 커마니 그리핀
- 탠디 뉴턴
- 테리 크루스
- 레스터 “라스타” 스페이트
- 클리프턴 파월
- 큐바 구딩 주니어
- 에디 그리핀
- 캣 윌리엄스
- 플로이드 러빈
- 팻 크로퍼드 브라운
- 저넷 밀러
- 말런 웨이언스
- 리처드 갠트
- 메리앤 멀럴라일리
- 크리스틴 샬
- 스미스 조
- 찰리 머피

## 기타 제작진
- 총괄 제작: 마이클 톨린
- 배역: 주얼 베스트럽, 세스 얭클위츠
- 미술: 클레이 A. 그리피스
- 의상: 몰리 매기니스